# Cryptocanthon napoensis
Cryptocanthon napoensis là một loài bọ cánh cứng trong họ Bọ hung (Scarabaeidae).